# Agdistis namibiana
Agdistis namibiana là một loài bướm đêm thuộc họ Pterophoridae. Nó được tìm thấy ở Namibia.